# Carl Schauenberg-Ott
Karl Rudolf Schauenberg-Ott (* 1833; † 27. April 1916 in Bern) war ein Schweizer Kaufmann, Verleger und Lokalchronist von Zofingen.
Schauenberg-Ott verfasste genealogische Wappen- und Stammregister mit Bezug auf die Stadt Zofingen.
Sein Gedicht Den Rosen, den Reben, der Schweiz! wurde von Friedrich Schneeberger vertont.

## Werke
- Den Rosen, den Reben, der Schweiz! Gedicht von Carl Schauenberg-Ott, Musik von Fritz Schneeberger (1843–1906)
- Wappentafel der gegenwärtigen bürgerlichen Geschlechter der Stadt Zofingen. 1880. 16 Seiten.
- Die Stammregister der gegenwärtigen und in diesem Jahrhundert ausgestorbenen bürgerlichen Geschlechter der Stadt Zofingen seit deren Aufnahme in’s Bürgerrecht, nebst einem Verzeichniss sämmtlicher Geschlechter seit 1200 und Notizen über Zofingen im 19. Jahrhundert: Nach amtlichen Quellen bearbeitet 1884. 605 Seiten. urn:nbn:de:hbz:061:1-455903
- Wappentafel der gegenwärtigen Geschlechter der Stadt Zofingen. 1884.
- Wappentafel der gegenwärtigen bürgerlichen Geschlechter der Stadt Zofingen. Zofingen, 1885.
- Die Stammregister der gegenwärtigen und in diesem Jahrhundert ausgestorbenen bürgerlichen Geschlechter der Stadt Zofingen seit deren Aufnahme in’s Bürgerrecht: Fortsetzung 1883–1896. Ringier, 1896. 92 Seiten. urn:nbn:de:hbz:061:1-450944
- Das erste Jahrhundert des Kadettenkorps von Zofingen. In: Zofinger Neujahrsblatt 1908. Zofingen, 1907.
- Die Stammregister der gegenwärtigen und in diesem Jahrhundert ausgestorbenen bürgerlichen Geschlechter der Stadt Zofingen seit deren Aufnahme in’s Bürgerrecht: Zweite Fortsetzung 1896–1909. Johann Fehlmann, 1909. 103 Seiten. urn:nbn:de:hbz:061:1-450951